# Dominos abkhazes
Les dominos abkhazes sont un jeu fictif, inventé par l'écrivain Hervé Le Tellier pour les besoins de son roman Assez parlé d'amour (2009).
Ce jeu ferait appel à autant de jeux de vingt-huit dominos du double-six qu’il y a de joueurs, moins un. Fait rare aux dominos, tout domino pris dans une chaîne peut être néanmoins retiré par un joueur et rejoué plus tard.
C’est le cas  quand un joueur, après deux tirages successifs et infructueux du talon, ne peut poser aucun de ses dominos. Le domino ôté, il se crée alors deux chaînes sur lesquelles on joue indifféremment. De plus, tout joueur disposant d’un double a le droit de le poser et d’entreprendre une chaîne indépendante.
Le jeu autorise le bluff, et s’achève quand il ne manque pas un seul type de dominos sur la table de jeu ou quand l'un des joueurs n'a plus de dominos.
L’écrivain abkhaze Dmitri Goulia (Ouartcha 1874 – Agudzéra 1960) aurait tenu une rubrique consacrée à ce jeu très complexe dans le journal Apsny durant les années 1920.